# جيرار ديفيد
جيرار ديفيد هو دراج بلجيكي، ولد في 9 ديسمبر 1944.

## وصلات خارجية
- جيرار ديفيد على موقع أرشيف الدراجات (الإنجليزية)
- جيرار ديفيد على موقع إحصائيات الدراجات الإحترافية (الإنجليزية)